# (500885) 2013 JL65
(500885) 2013 JL65, também escrito como (500885) 2013 JL65, é um objeto transnetuniano que está localizado no Cinturão de Kuiper, uma região do Sistema Solar. Este corpo celeste é classificado como um plutino, pois, o mesmo está em uma ressonância orbital de 2:3 com o planeta Netuno. Ele possui uma magnitude absoluta de 9,1 e tem um diâmetro estimado de 67 quilômetros.

## Descoberta
2013 JL65 foi descoberto no dia 8 de maio de 2013 pelo Outer Solar System Origins Survey.

## Órbita
A órbita de (500885) 2013 JL65 tem uma excentricidade de 0,234 e possui um semieixo maior de 39,460 UA. O seu periélio leva o mesmo a uma distância de 30,231 UA em relação ao Sol e seu afélio a 48,690 UA.